# Zamek Aarburg
Zamek Aarburg – kompleks fortyfikacji oraz budynków pałacowych znajdujący się w miejscowości Aarburg w Szwajcarii. Zamek został wybudowany w XII wieku przez baronów z Büronu.

## Historia
Pierwsze wzmianki o istnieniu zamku Aarburg pojawiły się w źródle z 1123. W połowie XII wieku zamek znajdował się w posiadaniu baronów z Büronu, których uznaje się za fundatorów zamku. Pod koniec XII wieku zamek przejęła rodzina Frohburgów. W XIII wieku powstał pałac oraz główna wieża ufundowana przez Frohburgów. W 1299 zamek został sprzedany Habsburgom.  20 kwietnia 1415 miasto kompleks został zdobyty przez berneńczyków. W 1470 został przebudowany pałac, natomiast w latach 1534–1535 przeprowadzono remont dachu po uderzeniu pioruna. W 1557 w głównej wieży dodano renesansową attykę. W latach 1621–1627 wybudowano nowe budynki, w tym sześciokątną wieżę w południowo-zachodnim narożniku pałacu. Kolejną rozbudowę zamku rozpoczęto w 1659, a zakończono dopiero w 1798. Do 1673 pracami zarządzał Simon Erismann. W tamtym okresie powstały m.in. fortyfikacje wschodnie, arsenały, koszary, kaplica oraz dodatkowe budynki pałacu. W trakcie najazdu francuskiego na Szwajcarię w 1798 zamek skapitulował bez walki. Od 1804 fortecą dysponowały władze kantonu Argowia. Do 1826 kompleks pełnił funkcję arsenału oraz aresztu. W następnych latach zamek został przebudowany w celu stworzenia w nim ośrodka dla nieletnich przestępców. Pomiędzy 1946 i 1959 był kantonalną instytucją edukacyjną, a w latach 1984–1988 funkcjonowało w nim również schronisko młodzieżowe.

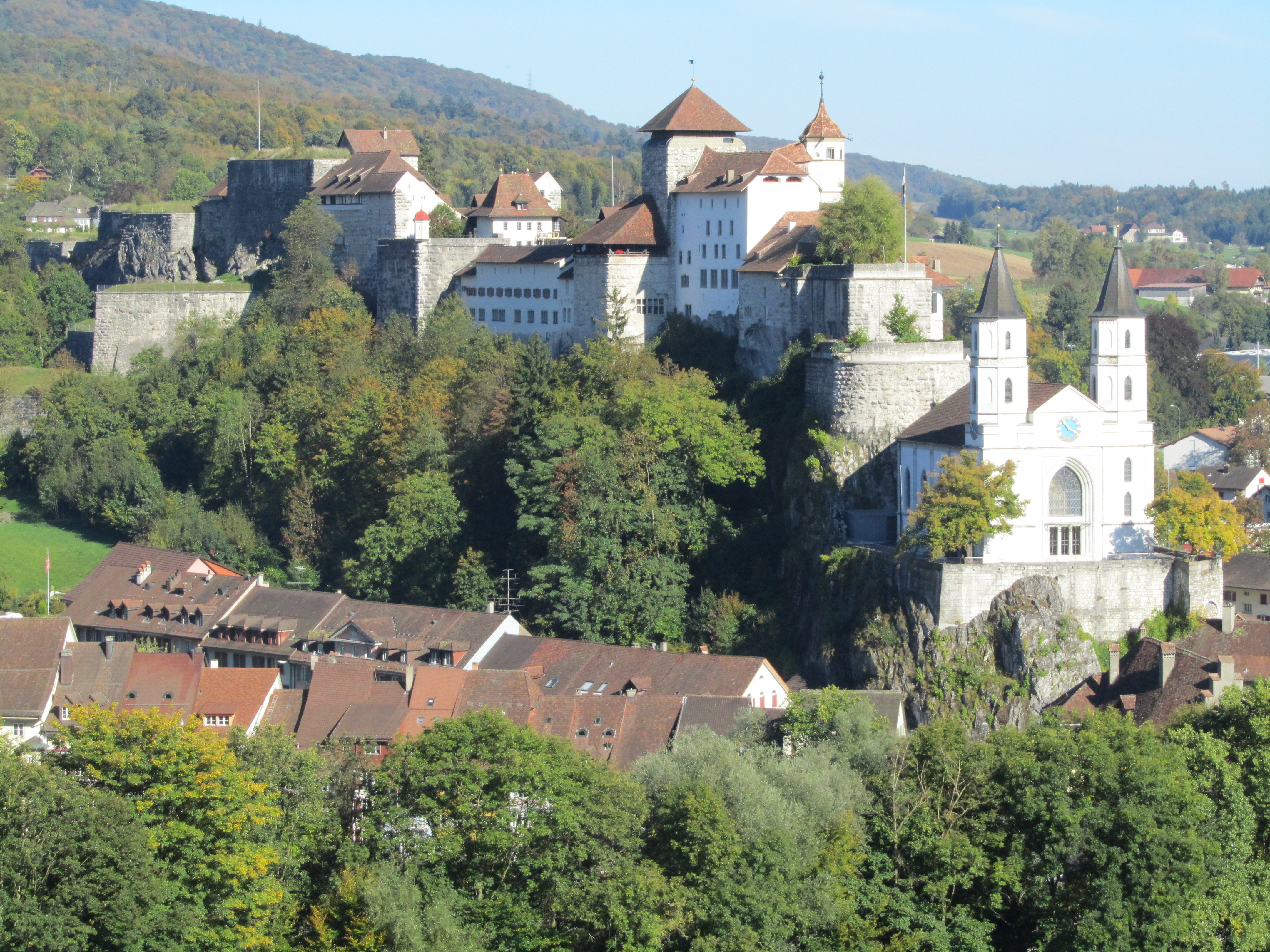
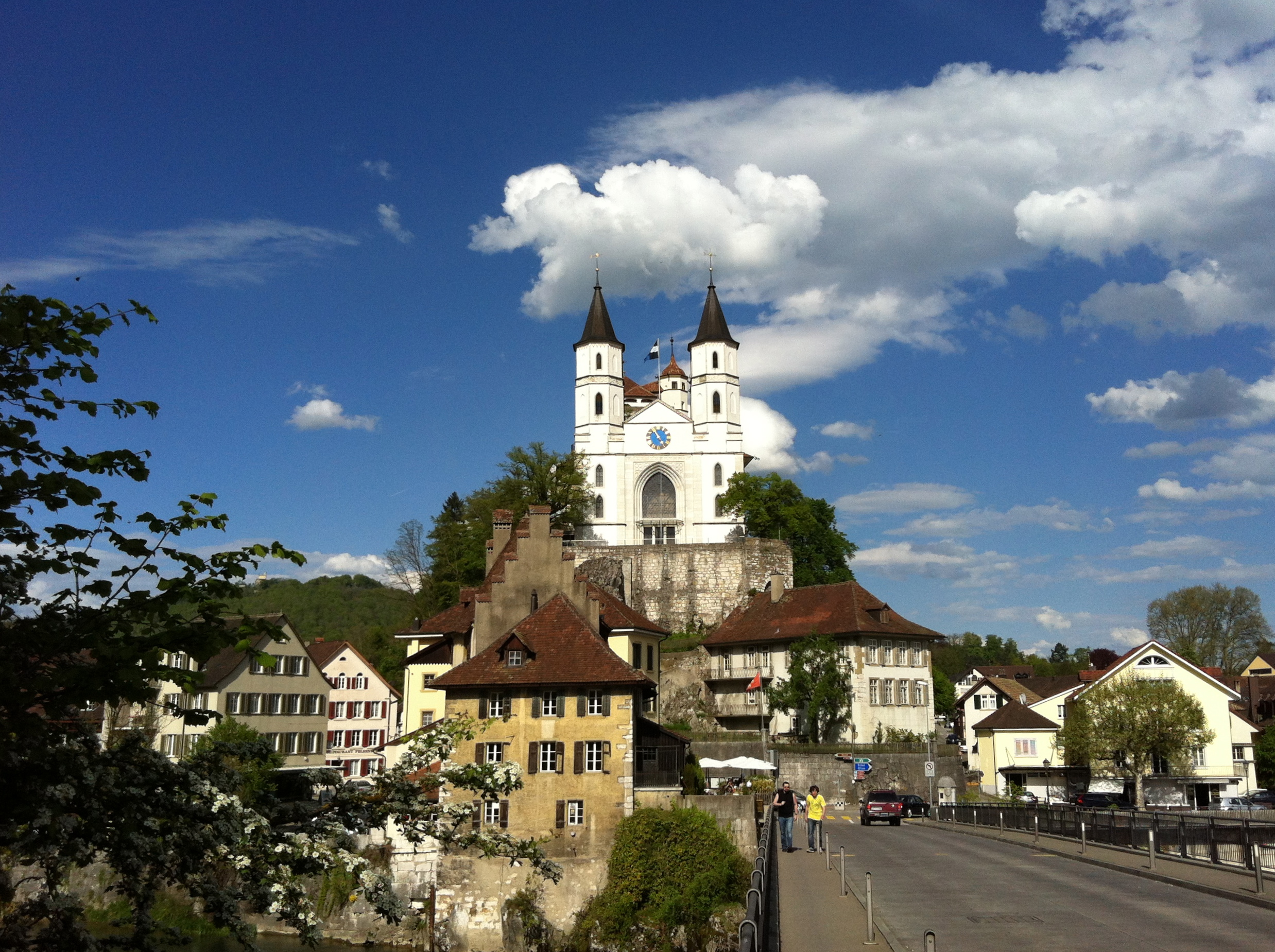
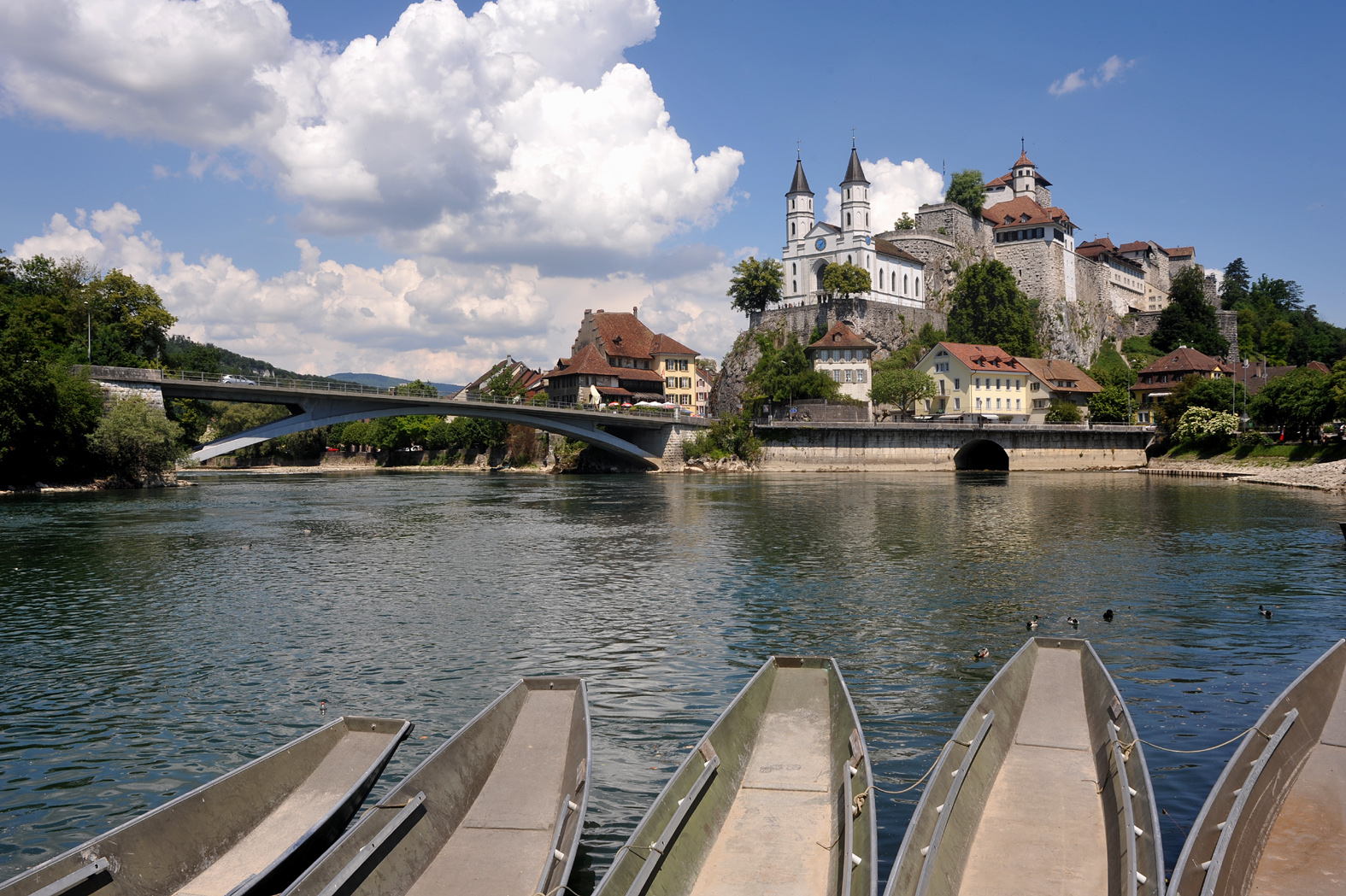
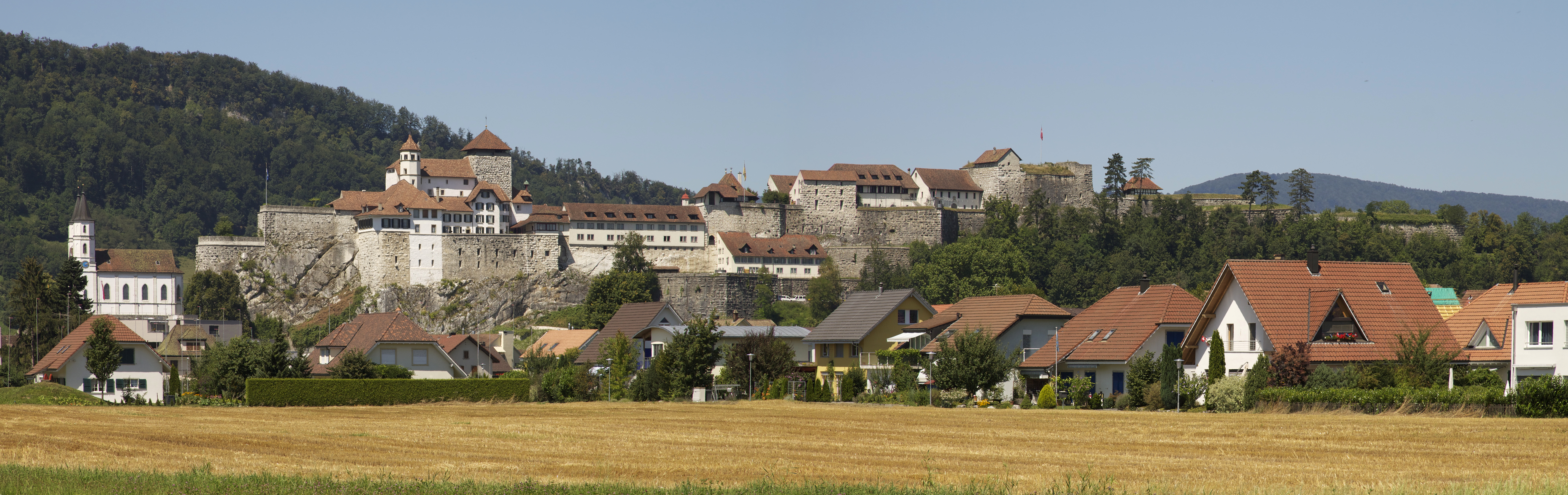
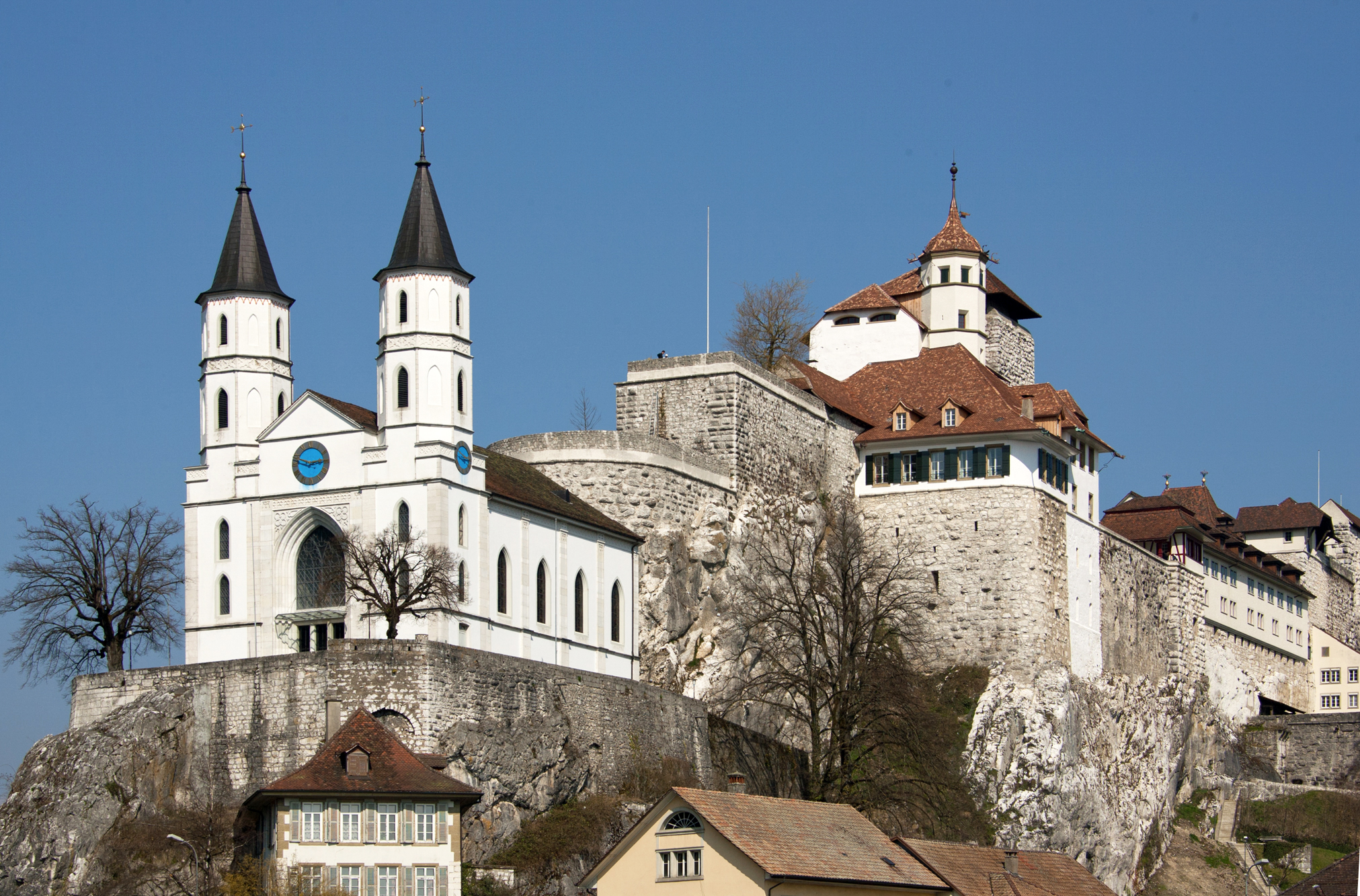